# Chałupki (Leżachów)
Chałupki – część wsi Leżachów w Polsce położone w województwie podkarpackim, w powiecie przeworskim, w gminie Sieniawa, w sołectwie Leżachów
W latach 1975–1998 miejscowość położona była w województwie przemyskim.